# Robert Fitzharding

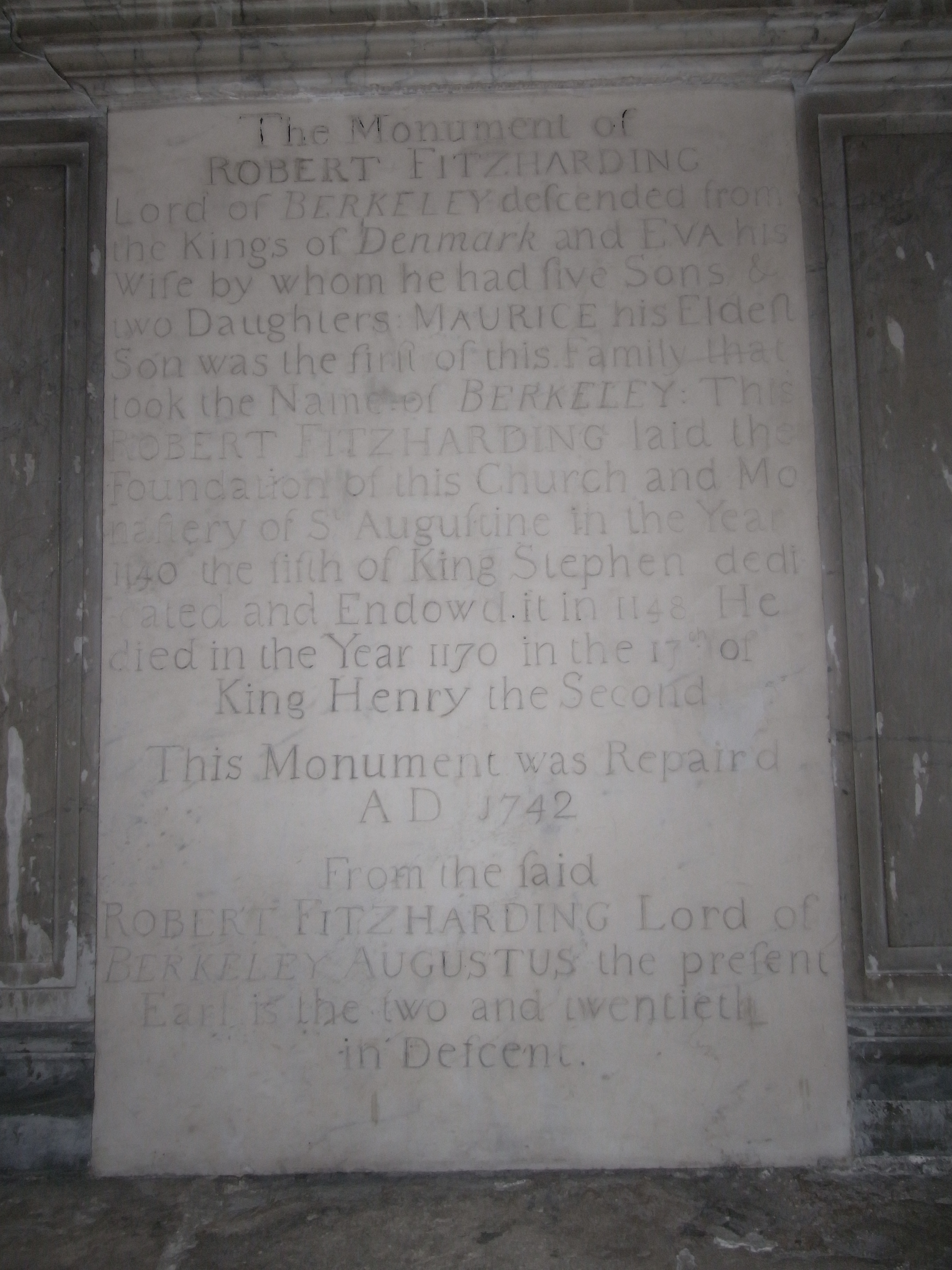
Die um 1742 errichtete Gedenktafel zu Robert FitzHarding befindet sich in der Marienkapelle der Abtei St. Augustinus, der jetzigen Bristol Cathedral.

Robert Fitzharding (* um 1095; † 1170) war ein angelsächsischer Edelmann, der mit der Baronie von Berkeley (Gloucestershire) belehnt wurde. Er baute das Schloss von Berkeley wieder auf und begründete die Familie Berkeley, die es noch heute bewohnt. Er war ein reicher Bristoler Kaufmann und Geldgeber Henry Plantagenets, des Herzogs von Aquitanien und späteren englischen Königs, während der als Anarchie bekannten Periode.
Fitzharding gründete St. Augustine’s Abbey, die nach der Reformation in Bristol Cathedral umbenannt wurde. Viele Mitglieder der Familie Berkeley wurden darin begraben und einige ihrer Bildnisse befinden sich noch dort.
Wie Horace Round schrieb, war er einer der sehr wenigen angelsächsischen Edelleute, die ihren Status im normannischen England behalten und sich erfolgreich in den normannischen Adel integrieren konnten, wenn nicht der einzige.

## Herkunft
Es wird allgemein angenommen, dass Robert Fitzharding der Enkel von Eadnoth dem Constabler ist, der dieses Amt unter König Eduard dem Bekenner und König Harold innehatte. innehatte. Roberts Vater Harding von Bristol war der Sheriff von Bristol und hatte ein Haus in der Baldwin Street. Robert erbaute später ein großes Haus in der Broad Street. Er war ein Patrizier der Stadt und offenbar reich genug, um von
Robert, 1. Earl of Gloucester teure Herrensitze südlich und westlich von Bristol zu erwerben, darunter Redcliffe, Bedminster, Leigh, Portbury und Billeswick.

## Die Baronie von Berkeley

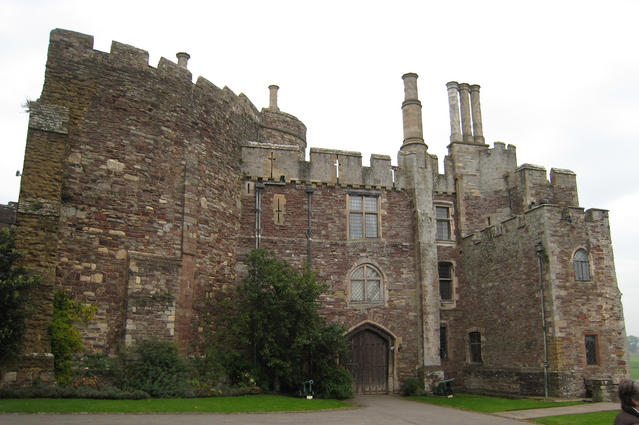
Berkeley Castle

Während des Konfliktes, der als „Die Anarchie“ bekannt wurde, hielt Robert, 1. Earl of Gloucester (unehelicher Sohn Henry I.), das Schloss von Bristol für die Sache der Plantagenets gegen König Stephen. 1152 wurde Roger de Berkeley von der Streitmacht der Plantagenets des Lebensbesitzes von Schloss Berkeley enthoben, das er von König Stephen erhalten hatte, weil er den Treueschwur für die Plantagenets verweigerte. Die dazugehörigen Ländereien umfassten Berkeley, Filton, Horfield, Almondsbury und Ashleworth sowie weitere englische und walisische Besitztümer, einschließlich Ländereien in Gwent und Glamorgan. Roger de Berkeley behielt nur eine zusammengeschrumpfte Baronie rund um Dursley.
Nach dem Sieg und der Krönung des Königs Henry II. wurde Fitzharding zum Lohn für seine Unterstützung mit einer Baronie belehnt, die vorher von König Stephan an Roger de Berkeley verliehen war, einschließlich Schloss Berkeley selbst, das der Hauptsitz der neuen Baronie wurde. Fitzharding vergab von diesen Ländereien weitere Stiftungen an die Abtei St. Augustin.
1153/54 erhielt Fitzharding eine königliche Urkunde von Henry II. mit der Erlaubnis, das Schloss Berkeley wieder aufzubauen. Das vorherige Schloss war ursprünglich eine Motte (Burg) mit ummauertem Außenhof, erbaut von William FitzOsbern, kurz nach der normannischen Eroberung Englands von 1066, und dann von Roger de Berkeley und seinem Vater erneuert worden.
Fitzharding erbaute den „Shell Keep“ zwischen 1153 und 1156 an der Stelle der ehemaligen Motte. Die Ringmauer folgte um 1160–90.